# IC 4304
IC 4304 — компактная вытянутая галактика типа Sab в созвездии Гончие Псы. Поверхностная яркость — 13,3 mag/arcmin². Этот объект входит в число перечисленных в оригинальной редакции «Нового общего каталога».